# Маруся Климова
Маруся Климова (рос. Маруся Климова; (справжнє ім'я — Тетяна Миколаївна Кондратович) — російська письменниця, перекладачка.

## Біографія
Народилася в Ленінграді в сім'ї капітана далекого плавання (згодом проректора Морський академії імені адмірала Макарова та представника Морфлоту в Нікарагуа). Закінчила філологічний факультет Ленінградського університету. Після закінчення університету працювала перекладачкою в Регістрі СРСР, але потім під впливом ідей естетичного Нонконформізму знищила свій університетський диплом і кілька років перебивалася випадковими заробітками, підробляючи прибиральницею і санітаркою. Після відновлення диплома деякий час працювала науковим співробітником в музеї «Ісаакіївський собор». У 1980-ті роки була пов'язана з культурою ленінградського андеграунду, на початку 90-х жила в Парижі. У 1994 році заснувала російське Товариство lрузів Луї-Фердинанда Селіна та однойменне видавництво при ньому. У 1999-му і 2000 роках спільно з Тимуром Новіковим проводить фестивалі петербурзького декадансу «Темні ночі». У червні 1999-го, напередодні двохсотлітнього ювілею О. С. Пушкіна, разом із Дмитром Волчєком, Ярославом Могутіним і В'ячеславом Кондратовичем видала здобув скандальну популярність журнал «Дантес». У 2005 році знімає фільм «Вбивство Жоакім або те, що не зняв Фассбіндер» (за мотивами сцени з перекладеного нею роману Жана Жене «Керель»). Організувала і провела кілька міжнародних колоквіумів, присвячених творчості Луї-Фердинанда Селіна і Жана Жене. Постійний автор «Митиного журналу», співпрацює з Радіо «Свобода». Публікувалася в «Комерсанті», «Независимой газете», «Російською журналі», «Квір», «Art-press» (Париж).

## Творчість
В автобіографічній трилогії («Блакитна кров», «Будиночок в Буа-Коломб», «Біляві бестії») дана широка панорама переломних для Росії 80—90-х років. Для романів Марусі Климової характерні гранична відстороненість авторського погляду, індиферентність до добра і зла, увага до абсурдних і комічних деталей, розмитість меж між здоровим глуздом і божевіллям. Створені письменницею образи новоявлених російських денді і трансвеститів, з легкістю змінюють свої маски і наряди, як не можна краще відповідають атмосфері вселенського карнавалу тих років, що ознаменувалися стрімкою зміною соціальних ідентифікацій.
Збірник «Морські розповіді» — збори трагікомічних історій з життя моряків далекого плавання, викладених від чоловічої особи в нарочито грубій і цинічній манері.
«Моя історія російської літератури» являє собою щось середнє між зборами есе і романом ідей. Долі і твори російських письменників підносяться як факти особистої біографії автора. Книга рясніє парадоксальними і перебільшено суб'єктивними судженнями й оцінками.
У своїх книгах та інтерв'ю Маруся Климова зазвичай позиціонує себе як декадентка, маргіналка і ніцшеанку. На думку журналу «Новый мир», «актуальних для Марусі Климової письменників об'єднує мізантропію, маргінальність, сексуальні перверсії, презирство до норми, до „буржуазної“ моралі (яка завжди третирується як обивательська). Напрямок політичного спектра особливого значення не має — лише б це був самий його край».
Переклала з французької твори Л.-Ф. Селіна («Смерть у кредит», «Із замку в замок», «Північ», «Рігодон», «Інтерв'ю з професором Y», «Громи і блискавки: п'єси, лібрето, сценарії»), Жана Жене («Керель»), П'єра Гійота («Проституція», «Едем, Едем, Едем», «Кома», «Книга»), Жоржа Батая («Історія ока»), Монік Віттіг («лесбійське тіло»), П'єра Луї («Дамський острів»), Луї Арагона («Лоно Ірени»), Франсуа Жібо («Собакам і китайцям вхід заборонений», «Не все так безхмарно»), П'єра Буржада, Мішеля Фуко та ін. Також є автором російських перекладів книги Д. фон Гільдебрандт «Святість і активність» (з німецької) і «Символічного пейзажу» Кеннета Кларка (з англійської).
Член Спілки письменників, Спілки журналістів, Міжнародної федерації журналістів, а також Союзу кінематографістів. Твори опубліковані французькою, німецькою, англійською, сербською, естонською та італійською мовами.
У 2006 році Маруся Климова була удостоєна французького Ордена мистецтв та літератури. У 2007 році за результатами інтернет-голосування, проведеного журналом «Собака.ру», визнана найзнаменитішою людиною Санкт-Петербурга у сфері мистецтва.

## Нагороди
- 2006 р. — Кавалер Ордена мистецтв та літератури
- 2007 р. — Лауреат премії «Топ 50. Найзнаменитіші люди Петербурга»

## Інтерв'ю
- Інтерв'ю Сергію Дуднику [Архівовано 20 грудня 2016 у Wayback Machine.] для київського журналу «Один з нас»
- Інтерв'ю Ігорю Бондарю-Терещенко [Архівовано 20 грудня 2016 у Wayback Machine.]
- Інтерв'ю Кириллу Савицкому для журналу «Топос» [Архівовано 22 грудня 2016 у Wayback Machine.]
- Радіо Свобода / Поверх бар'єрів: Маруся Климова розповідає про книгу «Моя теорія літератури»  [Архівовано 23 травня 2012 у Wayback Machine.]
- Молимося на Петросяна: Маруся Климова в «Культурному щоденнику» Дмитра Волчек [Архівовано 16 червня 2016 у Wayback Machine.]
- Втеча від буржуазності: інтерв'ю естонській газеті Eesti Päevaleht. [Архівовано 4 листопада 2016 у Wayback Machine.]